# Pseudocalanus newmani
Pseudocalanus newmani är en kräftdjursart som beskrevs av Frost 1989. Pseudocalanus newmani ingår i släktet Pseudocalanus och familjen Clausocalanidae. Inga underarter finns listade i Catalogue of Life.